# Галайдин, Григорий Спиридонович
Григорий Спиридонович Галайдин (21 ноября 1905, д. Юрьевичи, Милославичская волость, Климовичский уезд, Могилёвская губерния, Российская империя — 1 июля 1986, Минск, Белорусская ССР, СССР) — советский хозяйственный, государственный и партийный деятель.

## Биография
Родился 21 ноября 1905 в деревне Юрьевичи Милославичская волости Климовичского уезда Могилёвской губернии Российской империи (ныне деревня в составе Милославичского сельсовета Климовичского района Могилёвской области Белоруссии). Член ВКП(б) с 1926.
С 1925 года — на хозяйственной, общественной и политической работе. В 1925—1968 гг. — на хозяйственных и партийных должностях, 1-й секретарь Коми-Пермяцкого окружного комитета ВКП(б), 3-й, 2-й секретарь Молотовского областного комитета ВКП(б), 1-й секретарь Карагандинского областного комитета КП(б) Казахстана, заместитель министра вкусовой, пищевой, лёгкой и пищевой промышленности Казахской ССР, министр промышленности продовольственных товаров Казахской ССР, 1-й секретарь, секретарь Алма-Атинского областного комитета КП Казахстана, заместитель министра местной промышленности, бытового обслуживания Казахской ССР.
Избирался депутатом Верховного Совета Казахской ССР 4-го созыва.
Умер в 1986 году в Минске.